# Edgar de la Cambriole : L'Or de Babylone
Edgar de la Cambriole : L'Or de Babylone (ルパン三世　バビロンの黄金伝説, Rupan sansei: Babiron no Ōgon densetsu) est un film d'animation japonais réalisé par Seijun Suzuki et Shigetsugu Yoshida, sorti en 1985.

## Synopsis
Une vieille clocharde alcoolique hante les rues de Manhattan en fredonnant une étrange comptine. Elle est à la recherche de Lupin pour lui demander de retrouver le trésor de la Tour de Babel grâce à un chandelier que la vieille femme garde en sa possession. Confronté à des gangsters de pacotille qui n'ont pour seul objectif que le descendre, Lupin finit par accepter (un peu contre son gré) et met la main sur une énorme statue de lion en or. Néanmoins, notre cambrioleur doit bien reconnaître que ce butin semble bien pauvre comparé au trésor décrit dans la légende. Le trésor de Babylone ne semble pas prêt d'être retrouvé...

## Fiche technique
- Titre : Edgar de la Cambriole : L'Or de Babylone
- Titre original : ルパン三世　バビロンの黄金伝説 (Rupan sansei: Babiron no Ōgon densetsu?)
- Réalisation : Seijun Suzuki et Shigetsugu Yoshida
- Scénario : Yoshio Urasawa (ja) et Atsushi Yamatoya d'après Monkey Punch
- Direction artistique : Tsutomu Ishigaki
- Direction de la photographie : Hajime Hasegawa
- Personnages : Yūzō Aoki, Tatsuo Yanagino, Hidetoshi Owase d'après Monkey Punch
- Musique : Yūji Ōno
- Production : Tetsuo Katayama, Jushichi Sano, Hidehiko Takei
- Société de production : Tōhō, Nihon TV, Yomiuri TV, TMS Entertainment
- Langue : japonais
- Genre : Film d'aventure, Film d'action, Comédie, Film policier, Film de fantasy, Film de science-fiction
- Durée : 100 minutes[1]
- Date de sortie :
  - Japon : 13 juillet 1985[1]

## Distribution

### Voix japonaises originales
- Yasuo Yamada : Lupin III
- Kiyoshi Kobayashi : Daisuke Jigen
- Eiko Masuyama : Fujiko Mine
- Makio Inoue : Goemon
- Gorō Naya : Inspecteur Zenigata
- Carrousel Asaki : Marciano
- Chikao Otsuka : Kowalski
- Toki Shiozawa : Rosetta (âgée)
- Naoko Kawai : Rosetta (jeune)
- Kenichi Ogata : Barman au Monster club
- Yūji Fujishiro : Tartini

### Voix françaises
- Philippe Ogouz : Edgar de la Cambriole, Barman au Monster club
- Philippe Peythieu : Daisuke Jigen, Tartini
- Catherine Lafond : Magali Mine
- Jean Barney : Goemon
- Patrick Messe : Inspecteur Lacogne
- Manuel Gélin : Marciano
- Gérard Dessalles : Kowalski
- Agnès Gribe : Rosetta (jeune et âgée)
- Sylvie Feit : Voix féminines diverses

## DVD
Ce film est sorti le 7 juillet 2005 par I.D.P..

## Autour du film
- Il s'agit du troisième film sur Lupin III.
- Ce film reprend le chara-design controversé des derniers épisodes de la saison Tv 3 (1984-1985) qui cherchait à se rapprocher du graphisme volontairement caricatural de Monkey Punch.
- Les producteurs avaient contacté Hayao Miyazaki pour réaliser le film, mais celui-ci déclina l'offre et recommanda Mamoru Oshii qui est engagé dans un premier temps, avant d'être écarté du projet. Certains éléments du scénario d'Oshii furent repris dans le film définitif (le thème de Babylone) et dans d'autres films du réalisateur.